# Super Star
Super Star (سوبر ستار) är Arabförbundets medlemsstaters version av TV-programmet Idols, och hade premiär 2003. 
Programmet har blivit enormt populärt och har hittills hållit på i hela 3 säsonger. En jury (som bl.a. består av Elias Rahbani) ska runt om i hela Arabförbundet leta efter morgondagens popstjärna. Sedan får folken i Arabförbundets medlemsstater rösta fram både finalister och vinnaren. Programmet började 2003 och har hållit på sedan dess, och hittills har tre personer fått sina drömmar uppfyllda.

## Vinnare i Super Star
- 2003: Diana Karazon
- 2004: Ayman El Aatar
- 2006: Ibrahim El Hakami
- 2007: Marwan Ali
- 2008: Elie Bitar